# Guibourtia pellegriniana
Guibourtia pellegriniana är en ärtväxtart som beskrevs av Emery Clarence Leonard. Guibourtia pellegriniana ingår i släktet Guibourtia och familjen ärtväxter. Inga underarter finns listade i Catalogue of Life.